# Еритроза
Еритроза е тетроза изградена от четири въглеродни атома с химична формула C4H8O4. Има една
алдехидна група и така се отнася към алдозното семейство. Природната форма е D-еритроза.